# Ljubica Nenezić
Ljubica Nenezić (født 17. januar 1997 i Podgorica) er en montenegrinsk håndboldspiller, som spiller for Kispest NKK og det montenegrinske landshold.